# Aparat strydulacyjny

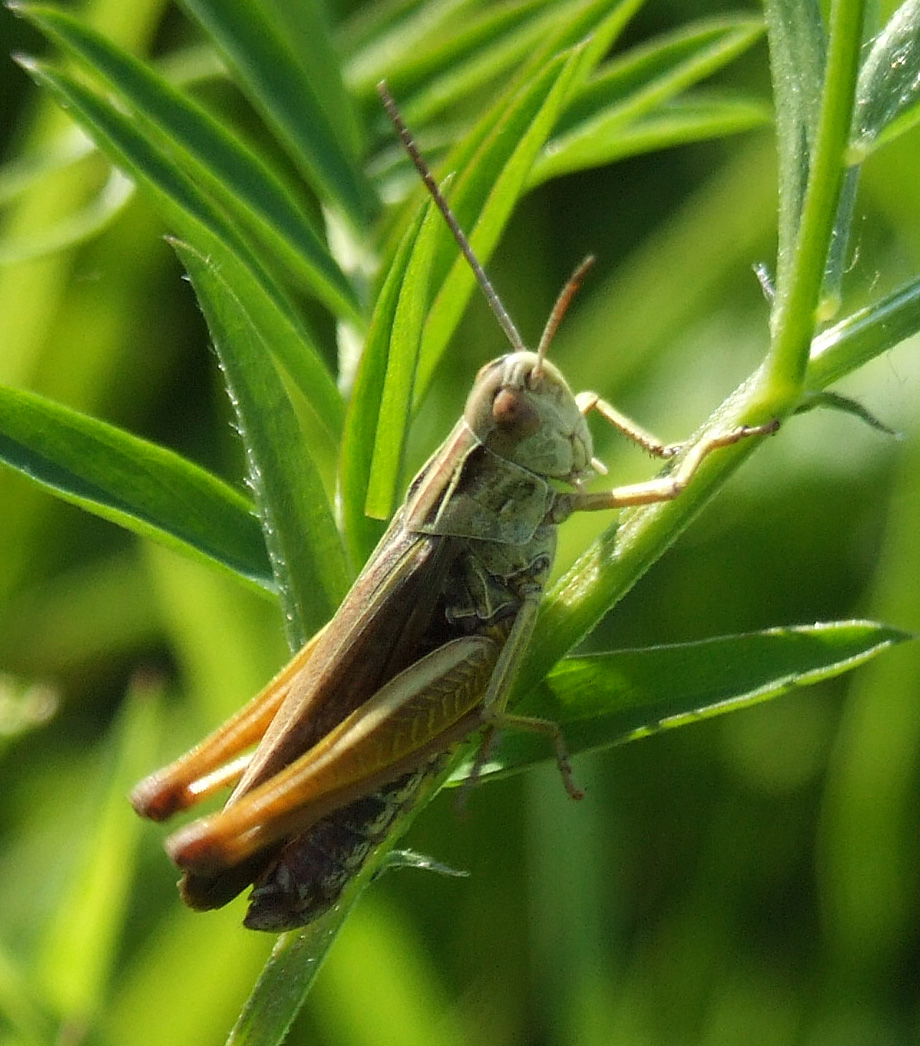
Strydulujący skoczek zielony (Omocestus viridulus)

Aparat strydulacyjny, narząd strydulacyjny (łac. organum stridentium) – narząd głosowy, który służy pajęczakom, skorupiakom, wijom oraz owadom do wytwarzania dźwięków, najczęściej poprzez pocieranie o siebie dwóch powierzchni różnych części ciała z pewną częstotliwością.
Narządy strydulacyjne są różnie zbudowane oraz umiejscowione w różnych miejscach ciała:
- chrząszcze (Coleoptera) pocierają o siebie lewe i prawe odnóża lub śródtułowie o przedplecze,
- kózkowate (Cerambycidae) pocierają o siebie krawędzie środkowego i ostatniego segmentu tułowia,
- prostoskrzydłe (Orthoptera) pocierają odnóże o pokrywę,
- świerszcze (Gryllidae) pocierają o siebie lewą i prawą pokrywę,
- niektóre poczwarki motyli (Lepidoptera) – sąsiednie segmenty odwłoka,
- u szarańczowatych (Acrididae) narządy strydulacyjne umieszczone są na skrzydłach – jest to zgrubiała żyłka, nazywana struną oraz na wewnętrznej części tylnych nóg, których guzkowata powierzchnia nazywana jest smyczkiem. Dźwięk powstaje wtedy, gdy owad poruszając nogą pociera smyczkiem o strunę skrzydła.
- samce pająków z rodzaju Steatoda pocierają przód odwłoka o tył głowotułowia[1]

Narządy te są zwykle silniej rozwinięte u samców lub występują tylko u nich. Wydawane przez nie dźwięki mają zwabić samice. Dźwięk jest charakterystyczny dla każdego gatunku.